# Gérard Emch
Gérard Gustav Emch  (* 21. Juli 1936 in Genf; † 5. März 2013 in Gainesville (Florida)) war ein Schweizer mathematischer Physiker.
Emch besuchte die Schule in Genf mit dem Abitur 1955 und studierte an der Universität Genf Physik mit dem Diplom 1959, war dort ab 1959 Assistent für Theoretische Physik und wurde 1963 bei Josef-Maria Jauch promoviert (Mécanique quantique quaternionienne et Relativité restreinte). 1964 ging er als Postdoktorand an die Princeton University und 1965/66 war er an der University of Maryland. Er war ab 1966 Assistant Professor, ab 1971 Associate Professor und ab 1978 Professor an der University of Rochester. 1986 ging er als Professor für Mathematik und Physik an die University of Florida in Gainesville.
Er ist einer der Pioniere des Zugangs zu den Grundlagen der Quantenmechanik und statistischen Mechanik mit C*-Algebren.
1985 war er als Gauss Professor in Göttingen. 2004 wurde er Fellow des All Souls College in Oxford. 1975/76 und 1984 war er am Zentrum für interdisziplinäre Forschung der Universität Bielefeld. 1993/94 war er Gastprofessor an der Universität Wien und 1970/71 an der Universität Nijmegen.
Er war seit 1959 mit Antoinette Emch-Dériaz verheiratet und hatte einen Sohn und eine Tochter.
Zu seinen Doktoranden gehört Charles Radin.

## Schriften
- Mathematical and conceptual foundations of 20th-century physics, North Holland 1984
- Algebraic Methods in Statistical Mechanics and Quantum Field Theory, Wiley-Interscience 1972, Dover 2014
- mit Chuang Liu: The logic of thermostatistical Physics, Springer 2002